# Kemisk skyddsgrupp
En kemisk skyddsgrupp är en kemisk grupp som skyddar en funktionell grupp vid en kemisk reaktion. När en kemisk reaktion ska utföras selektivt på en funktionell grupp i en multifunktionell (som innehåller flera funktionella grupper) molekyl, ett substrat, så måste ibland de övriga grupperna tillfälligt skyddas, så att de inte kan reagera i reaktionen i fråga. Att jobba med skyddsgrupper medför många gånger olägenheter; det krävs ett extra reaktionssteg att ”sätta dit” skyddsgruppen – skydda – och ett efter reaktionen för att ”avlägsna” skyddsgruppen – avskydda. 
Många gånger är dock användandet av en skyddsgrupp en nödvändighet. Ett stort antal skyddsgrupper finns att tillgå för ett brett spektrum av funktionella grupper; alla med sina för- och nackdelar. En skyddsgrupp måste uppfylla flera kriterier. Den måste selektivt och i bra utbyte reagera med substratet och ge en skyddad molekyl som är stabil för de betingelser man planerar att använda. Vidare måste den kunna avskyddas selektivt i bra utbyte utan att substratet skadas under processen. Skyddsgruppen bör inte ge upphov till diastereomerer, och ha ett minimum av funktionella grupper.
Avskyddning sker ofta kemiskt, men kan även ske elektrolytiskt eller fotokemiskt.

## Några vanliga skyddsgrupper
- Skydd av alkoholer:
  - Etrar ex. bensyleter (Bn-O), tetrahydropyranyleter (THP-O).
  - Silyletrar ex. trimetylsilyleter (TMS-O), tert-butyldimetylsilyleter (TBDMS-O).
  - Estrar ex. acetat (Ac-O), pivaloat (Pv-O).

- Skydd av aldehyder och ketoner:
  - Cykliska acetaler ex. 1,3-dioxan.

- Skydd av karboxylsyror:
  - Estrar ex. metylester (Me-OCO).

- Skydd av aminer:

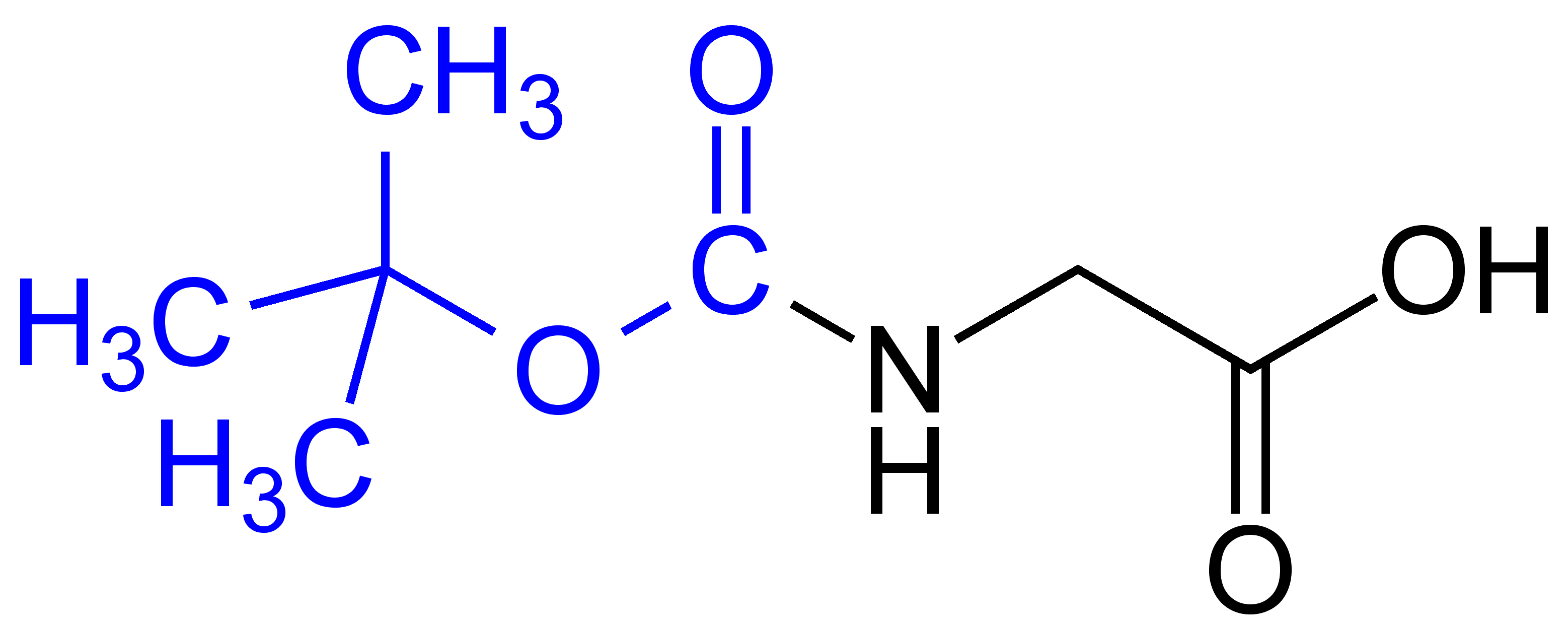
BOC

  - Karbamater ex. 9-fluorenylmetylkarbamat (Fmoc-N), tert-butylkarbamat (BOC-N), bensylkarbamat (Cbz-N eller Z-N).
  - Cykliska imider ex. N-ftalimid.